# Selección de hockey sobre hielo sub-18 de Serbia y Montenegro
La selección de hockey sobre hielo sub-18 de Serbia y Montenegro fue el equipo nacional masculino de hockey sobre hielo sub-18 en Serbia y Montenegro. Cuando Serbia y Montenegro se separaron en 2006, se convirtió en la selección de hockey sobre hielo sub-18 de Serbia.

## Participaciones
| Año   | Resultado    | Pos.              |
| ----- | ------------ | ----------------- |
| 1999  | División I   | 8°                |
| 2000  | División II  | Medalla de bronce |
| 2001  | División III | 7°                |
| 2002  | División II  | Medalla de plata  |
| 2003  | División II  | 4°                |
| 2004  | División II  | 5°                |
| 2005  | División II  | 5°                |
| 2006  | División II  | 5°                |
| Total | 0 títulos    | 8/8               |